# باشگاه فوتبال روفرز یونایتد
باشگاه فوتبال روفرز یونایتد یک باشگاه فوتبال حرفه‌ای اهل سنت لوسیا مستقر در کاستریس است که در دسته اول سنت لوسیا رقابت می‌کند.